# Delia submetallica
Delia submetallica este o specie de muște din genul Delia, familia Anthomyiidae, descrisă de Griffiths în anul 1992.
Este endemică în British Columbia. Conform Catalogue of Life specia Delia submetallica nu are subspecii cunoscute.